# Autournomie Live
Autournomie Live ist das zweite Video- und Livealbum des deutschen Sängers Stephan Weidner, dem Kopf und Bassisten der Band Böhse Onkelz. Es erschien am 9. Dezember 2011 über das Label 3R Entertainment. Die DVD ist von der FSK ohne Altersbeschränkung freigegeben.

## Inhalt
Das Album enthält Konzertmitschnitte der Auftritte von Der W auf seiner Tour in Dortmund, Frankfurt am Main und Göttingen. Die gespielten Lieder stammen von den beiden bis zum damaligen Zeitpunkt veröffentlichten Studioalben Schneller, höher, Weidner (neun Songs) und Autonomie! (13 Titel) sowie von der EP Was ist denn hier nicht los (drei Stücke).

## Covergestaltung
Das Albumcover zeigt die Bühne und den mit Zuschauern gefüllten Innenraum einer Konzerthalle bei der Tour. Mitten im Bild befindet sich der Buchstabe W, umgeben von Zeitungsschnipseln. Rechts oben steht Der W in Weiß und unten rechts befindet sich der weiße Schriftzug Autournomie Live – Der Konzert-Film + Doppel-Live Album.

## Titellisten
| # | Titel              | Länge |
| - | ------------------ | ----- |
| 1 | Konzert (mit Doku) | 72:40 |
| 2 | Photobook          | 3:43  |

| # | Titel              | Länge |
| - | ------------------ | ----- |
| 1 | Konzert (mit Doku) | 53:22 |
| 2 | Bonus              | 16:19 |

| #  | Titel                            | Länge | Album                       |
| -- | -------------------------------- | ----- | --------------------------- |
| 1  | Was ist denn hier nicht los      | 2:56  | Was ist denn hier nicht los |
| 2  | Mamas kleines Monster            | 3:50  | Autonomie!                  |
| 3  | Machsmaulauf                     | 3:33  | Autonomie!                  |
| 4  | Schatten                         | 3:27  | Schneller, höher, Weidner   |
| 5  | Mein bester Feind                | 3:26  | Schneller, höher, Weidner   |
| 6  | Urlaub mit Stalin                | 3:03  | Autonomie!                  |
| 7  | Sekte oder Selters               | 3:18  | Autonomie!                  |
| 8  | Fleisch                          | 4:24  | Autonomie!                  |
| 9  | Lei(D)figuren                    | 4:25  | Autonomie!                  |
| 10 | Tränenmeer                       | 4:00  | Schneller, höher, Weidner   |
| 11 | Ein Lied für meinen Sohn         | 4:13  | Schneller, höher, Weidner   |
| 12 | Stille Tage im Klischee          | 3:44  | Schneller, höher, Weidner   |
| 13 | Schlag mich (bis ich es versteh) | 4:50  | Autonomie!                  |
| 14 | Autonomie des ICHs               | 4:43  | Autonomie!                  |
| 15 | Bitte töte mich                  | 3:24  | Schneller, höher, Weidner   |

| #  | Titel                       | Länge | Album                       |
| -- | --------------------------- | ----- | --------------------------- |
| 1  | Sterne                      | 4:44  | Autonomie!                  |
| 2  | Zwischen Traum und Paralyse | 3:42  | Schneller, höher, Weidner   |
| 3  | Niemand hier                | 3:55  | Autonomie!                  |
| 4  | Kleine weisse Lügen         | 3:44  | Autonomie!                  |
| 5  | Gewinnen kann jeder         | 3:09  | Was ist denn hier nicht los |
| 6  | Geschichtenhasser           | 3:25  | Schneller, höher, Weidner   |
| 7  | Ode an die Zeit             | 0:48  | Autonomie!                  |
| 8  | Nein, nein, nein            | 3:23  | Autonomie!                  |
| 9  | Heiss                       | 3:06  | Was ist denn hier nicht los |
| 10 | Pass gut auf dich auf       | 8:42  | Schneller, höher, Weidner   |

| #  | Titel                                |
| -- | ------------------------------------ |
| 1  | Was ist denn hier nicht los          |
| 2  | Mamas kleines Monster                |
| 3  | Mikkey Fuckin’ Dee (Doku)            |
| 4  | Machsmaulauf                         |
| 5  | Schatten                             |
| 6  | Mein bester Feind                    |
| 7  | Grosses Fehlerkino (Doku)            |
| 8  | Urlaub mit Stalin                    |
| 9  | Vom Sekt zum Selters (Doku)          |
| 10 | Sekte oder Selters                   |
| 11 | Du bist was du isst (Doku)           |
| 12 | Fleisch                              |
| 13 | Lei(D)figuren                        |
| 14 | Saitenblicke (Doku)                  |
| 15 | Ein Lied für meinen Sohn             |
| 16 | Stille Tage im Klischee              |
| 17 | Schlag mich (bis ich es versteh)     |
| 18 | Rache ist keine Option (Doku)        |
| 19 | Ein spannender Gedanke (Doku)        |
| 20 | Autonomie des ICHs                   |
| 21 | Bitte töte mich                      |
| 22 | Sterne, Socken und Pink Floyd (Doku) |
| 23 | Sterne                               |
| 24 | Ein was? Akustikset! (Doku)          |
| 25 | Niemand hier                         |
| 26 | Kleine weisse Lügen                  |
| 27 | Wer probt, kann nix (Doku)           |
| 28 | Gewinnen kann jeder                  |
| 29 | Geschichtenhasser                    |
| 30 | Ein ganz eigener Vibe (Doku)         |
| 31 | Ode an die Zeit                      |
| 32 | Nein, nein, nein                     |
| 33 | Heiss                                |
| 34 | Pass gut auf dich auf                |

## Chartplatzierungen
Autournomie Live stieg am 23. Dezember 2011 auf Platz 28 in die deutschen Albumcharts ein und verließ die Top 100 in der folgenden Woche wieder.

## Rezeption
Das Musikmagazin Rock Hard bewertete Autournomie Live positiv:

„Fakt ist, dass das, was den Stempel DER W trägt, für Fans meist eine essenzielle Anschaffung darstellt. Ein Rundum-sorglos-Paket, das man sich ungehört und unbesehen in die Sammlung stellen kann. ‚Autournomie‘ macht da – oh Wunder, oh Wunder! - keine Ausnahme, kommt als Doppel-Live-CD/Doppel-DVD-Paket daher, ist perfekt inszeniert, gefilmt, produziert und glänzt mit einer absoluten State-of-the-art-Verpackung.“